# Pižinovac
Pižinovac – wieś w Chorwacji, w żupanii dubrownicko-neretwiańskiej, w gminie Slivno. W 2011 roku liczyła 2 mieszkańców.